# Bockscar

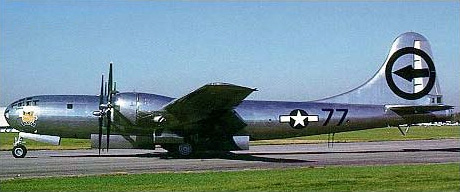
De Bockscar

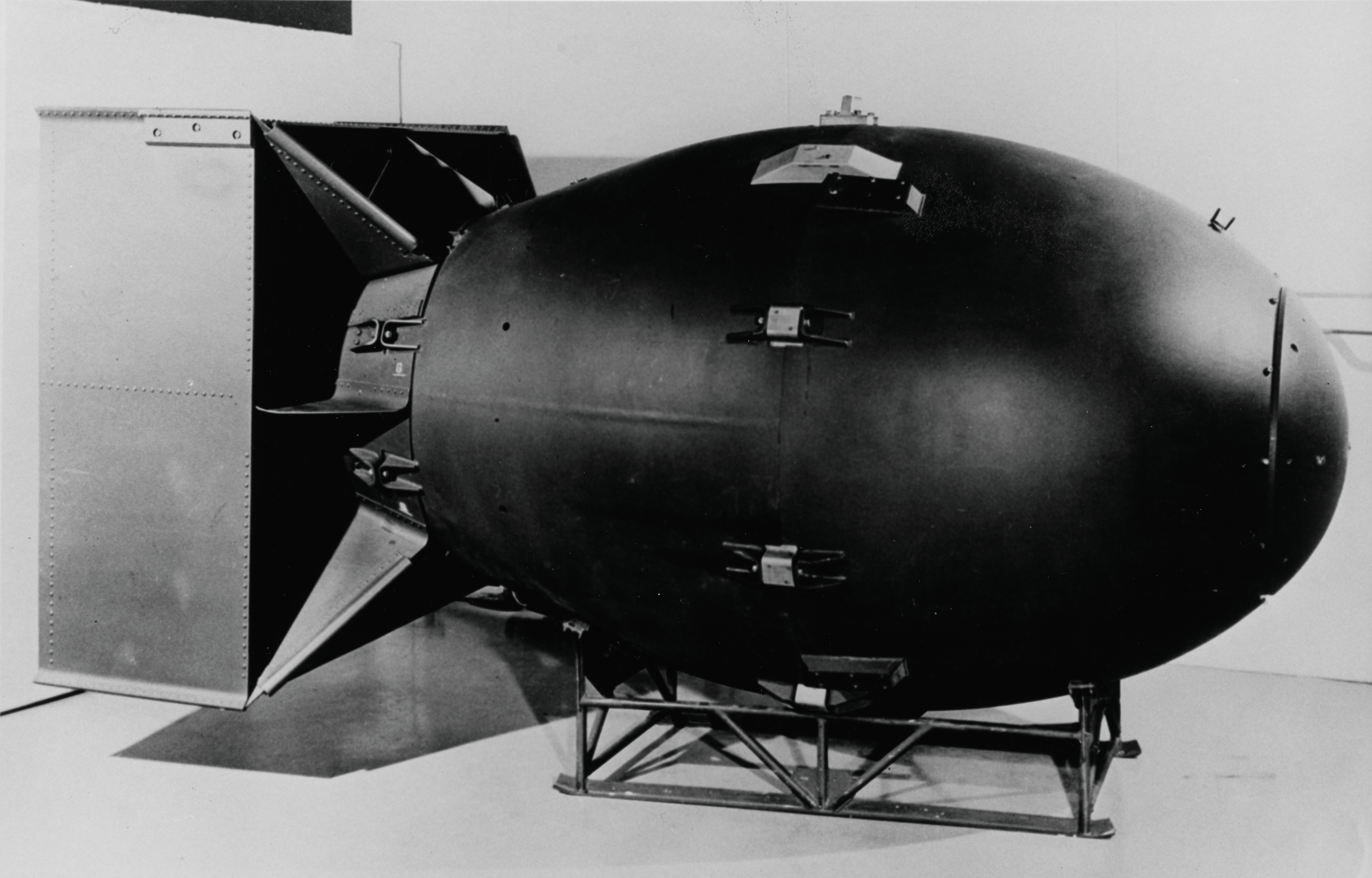
Fat Man

Bockscar, soms ook Bock's Car of Bocks Car (44-27297), is de naam van de Amerikaanse B-29 Superfortress-bommenwerper die tijdens de Tweede Wereldoorlog op 9 augustus 1945 de tweede atoombom met de naam Fat Man boven Nagasaki afwierp. De naam is een woordspeling op de achternaam van de oorspronkelijke piloot van het toestel: Capt. Frederick C. Bock, en een Amerikaanse gesloten goederenwagon (boxcar).
Bock vloog het toestel op 9 augustus 1945 echter niet. De bemanning bestond tijdens deze missie uit:
- Maj. Charles W. Sweeney, piloot
- Capt. James Van Pelt, navigator
- Capt. Raymond "Kermit" Beahan, bommenrichter
- 1st. Lt. Charles Donald Albury, copiloot
- 2nd Lt. Fred Olivi, copiloot
- Cpl Abe Spitzer, radio operateur
- Master Sgt. John D. Kuharek, boordwerktuigkundige
- Staff Sgt Ray Gallagher, schutter, assistent boordwerktuigkundige
- Staff Sgt Edward Buckley, radar operateur
- Sgt. Albert Dehart, staartschutter
- Cmdr. Frederick L. Ashworth, schutter;
- Lt. Philip Barnes, assistent schutter;
- Lt. Jacob Beser, radio counter measures;

De oorspronkelijke bemanning van Bockscar vloog die dag een andere B-29, The Great Artiste genaamd, die was uitgerust met instrumenten om de gevolgen van de atoombomaanval te meten.
Bockscar is te bezichtigen in het National Museum of the United States Air Force, in Dayton (Ohio).